# Djurgårdens IF Fotboll 1985
Djurgårdens herrlag i fotboll tävlade under säsongen 1985 i Sveriges näst högsta serie Division II Norra och Svenska cupen. Huvudtränare var nye Björn Westerberg och laget gick upp i Allsvenskan efter ett rafflande kval mot Gais. Första matchen i Göteborg slutade 0-0 och samma resultat i Stockholm betydde förlängning, Gais Mikael Robertsson gjorde 0-1 i 98:e minuten men bara minuten efteråt nickade Teddy Sheringham in kvitteringen. Straffläggning väntade och där klev målvakten Joacim Sjöström fram som hjälte genom att rädda både Samir Bakaous och Lenna Kreivis straffar samtidigt som Djurgården sköt alla i mål. En av Djurgårdens bättre spelare under året var just den inlånade 19-åringen Teddy Sheringham. 

## Truppen

### Ledare
| Nat     | Tränare          | Position           | Ålder                    | I DIF sedan                                  | Kom från          |
| ------- | ---------------- | ------------------ | ------------------------ | -------------------------------------------- | ----------------- |
| Sverige | Björn Westerberg | Huvudtränare       | 10 februari 1945 (40 år) | 1985                                         | IFK Göteborg      |
| Sverige | Jan-Eve Jönsson  | Biträdande tränare | 10 januari 1945 (40 år)  | 1983                                         |                   |
| Sverige | Gösta Sandberg   | Lagledare          | 6 augusti 1932 (52 år)   | 1951-1966, 1967-1971, 1979,                  | IF Brommapojkarna |
| Sverige | Björn Alkeby     | Målvaktstränare    | 17 juli 1952 (32 år)     | 1971-1982 (som spelare), 1983- (som tränare) | Djurgårdens IF    |
| Sverige | Roger Johansson  | Massör             | 22 mars 1958 (27 år)     | 1985                                         | IFK Stockholm     |
| Sverige | Bengt Pergel     | Läkare             | 1 april 1938 (47 år)     | 1981                                         |                   |
| Sverige | Sten Forsberg    | Läkare             | 24 maj 1949 (35 år)      | 1982                                         |                   |

### Spelare
| Nr | Nat                                             | Spelare           | Position    | Ålder                     | Längd  | Vikt  | I DIF sedan          | Kom från             | Moderklubb        |
| -- | ----------------------------------------------- | ----------------- | ----------- | ------------------------- | ------ | ----- | -------------------- | -------------------- | ----------------- |
| 1  | Sverige                                         | Joacim Sjöström   | Målvakt     | 31 augusti 1964 (20 år)   | 192 cm | 95 kg | 1983                 | Djurgårdens juniorer | Djurgårdens IF    |
| 15 | Sverige                                         | Leif Lövegaard    | Målvakt     | 30 april 1963 (21 år)     | 184 cm | 80 kg | 1983                 | IFK Österåker        | IFK Österåker     |
| 2  | Sverige                                         | Kenneth Johansson | Back        | 9 juli 1963 (21 år)       | 176 cm | 72 kg | 1984                 | Djurgårdens juniorer | Djurgårdens IF    |
| 4  | Sverige                                         | Ulf Lundberg      | Back        | 6 november 1955 (29 år)   | 190 cm | 85 kg | 1981                 | IFK Sundsvall        | IFK Sundsvall     |
| 6  | Sverige                                         | Leif Nilsson      | Mittfältare | 10 juli 1963 (21 år)      | 184 cm | 75 kg | 1984                 | Hudiksvalls ABK      | Hudiksvalls ABK   |
| 7  | Sverige                                         | Stefan Svensson   | Back        | 18 januari 1958 (27 år)   | 179 cm | 73 kg | 1983                 | IFK Västerås         | IFK Västerås      |
| 11 | England                                         | Gary Williams     | Back        | 14 maj 1959 (25 år)       | 182 cm | 75 kg | 1985 (och 1978-1980) | Tranmere Rovers      | Tranmere Rovers   |
| 13 | Sverige                                         | Roger Casslind    | Back        | 9 februari 1958 (27 år)   | 175 cm | 72 kg | 1979                 | Djurgårdens juniorer | Djurgårdens IF    |
| 14 | Sverige                                         | Vito Knezevic     | Back        | 25 januari 1956 (29 år)   | 179 cm | 70 kg | 1977                 | Norrby IF            | Norrby IF         |
| 21 | Sverige                                         | Johan Westman     | Back        | 12 mars 1965 (20 år)      | 185 cm | 76 kg | 1985                 | Djurgårdens juniorer | Djurgårdens IF    |
| 3  | Sverige                                         | Lennart Lundin    | Mittfältare | 8 september 1959 (25 år)  | 184 cm | 82 cm | 1983                 | BK Vargarna          | BK Vargarna       |
| 5  | Sverige                                         | Stefan Rehn       | Mittfältare | 22 september 1966 (18 år) | 178 cm | 74 kg | 1984                 | Sundbybergs IK       | Sundbybergs IK    |
| 8  | Sverige                                         | Svante Mjörne     | Mittfältare | 13 mars 1958 (27 år)      | 183 cm | 70 kg | 1983                 | Essinge IK           | IFK Västerås      |
| 9  | Sverige                                         | Stefan Rexin      | Mittfältare | 29 juni 1957 (27 år)      | 182 cm | 72 kg | 1985                 | Nyköpings BIS        | Nyköpings BIS     |
| 10 | Sverige                                         | Lars Sandberg     | Mittfältare | 25 juni 1957 (27 år)      | 183 cm | 80 kg | 1980                 | IF Brommapojkarna    | IF Brommapojkarna |
| 12 | Sverige                                         | Mats Jansson      | Mittfältare | 9 maj 1961 (23 år)        | 180 cm | 74 kg | 1981                 | Djurgårdens juniorer | IF Brommapojkarna |
| 16 | Sverige                                         | Jonny Wendt       | Mittfältare | 8 maj 1965 (19 år)        | 178 cm | 73 kg | 1985                 | Djurgårdens juniorer | Djurgårdens IF    |
| 17 | Sverige                                         | Anders Byrén      | Mittfältare | 23 november 1965 (19 år)  | 178 cm | 74 kg | 1985                 | Sundbybergs IK       | Sundbybergs IK    |
| 18 | Sverige                                         | Björn Schönbeck   | Mittfältare | 9 mars 1966 (19 år)       | 174 cm | 72 kg | 1984                 | IFK Lidingö          | IFK Lidingö       |
| 11 | Sverige                                         | Per Eriksson      | Anfallare   | 18 februari 1962 (23 år)  | 180 cm | 80 kg | 1984                 | Enköpings SK         | Enköpings SK      |
| 19 | Socialistiska federativa republiken Jugoslavien | Branko Markovic   | Anfallare   | 13 april 1964 (20 år)     | 180 cm | 85 kg | 1984                 | AIK FF               | Älvsjö AIK        |
| 20 | Sverige                                         | Glenn Myrthil     | Anfallare   | 2 augusti 1964 (20 år)    | 180 cm | 74 kg | 1984                 | Bromstens IK         | Bromstens IK      |
| 22 | England                                         | Teddy Sheringham  | Anfallare   | 2 april 1966 (18 år)      | 183 cm |       | 1985                 | Millwall FC          | Millwall FC       |

## Matcher

### Division II Norra 1985
Tabellrad: plats 1 – 26 16  8  2   50-20   40p  (+30)
| Omgång | Datum               | Motståndare       | H/B | Resultat | Målskyttar                                               | Publik | Position |
| ------ | ------------------- | ----------------- | --- | -------- | -------------------------------------------------------- | ------ | -------- |
| 1      | Söndag 21 april     | Sandvikens IF     | H   | 2-0      | Rexin 3', Myrthil 90'                                    | 1 350  |          |
| 2      | Torsdag 2 maj       | Vasalunds IF      | B   | 2-2      | Myrthil 2', Nilsson 36'                                  | 1 637  |          |
| 3      | Måndag 13 maj       | IF Brommapojkarna | B   | 3-0      | Rexin 52', Myrthil 85', Jansson 86'                      | 3 910  |          |
| 4      | Torsdag 16 maj      | IFK Västerås      | H   | 0-0      |                                                          | 1 930  |          |
| 5      | Söndag 19 maj       | Luleå FF          | B   | 2-0      | Rexin 5', Williams 71'                                   | 2 418  |          |
| 6      | Torsdag 23 maj      | Tyresö FF         | H   | 1-0      | Lundberg 14'                                             | 1 716  |          |
| 7      | Måndag 27 maj       | Västerås SK       | B   | 1-1      | Sheringham 2'                                            | 2 389  |          |
| 8      | Söndag 2 juni       | Karlslunds IF     | H   | 1-0      | Rehn 62'                                                 | 1 721  |          |
| 9      | Torsdag 6 juni      | Ope IF            | B   | 3-2      | Myrthil, Sheringham, Rehn                                | 1 547  |          |
| 10     | Onsdag 12 juni      | Falu BS           | H   | 8-2      | Myrthil (3), Sandberg (2), Sheringham (2), Rehn (straff) | 1 362  |          |
| 11     | Söndag 9 juni       | Gefle IF          | B   | 0-0      |                                                          | 3 366  |          |
| 12     | Söndag 23 juni      | IFK Eskilstuna    | B   | 0-0      |                                                          | 3 295  |          |
| 13     | Söndag 14 juli      | Örebro SK         | B   | 1-1      | Sheringham 5'                                            | 3 125  | 1        |
| 14     | Söndag 21 juli      | Örebro SK         | H   | 2-0      | Myrthil 11', Williams 55'                                | 2 479  | 1        |
| 15     | Söndag 4 augusti    | IFK Eskilstuna    | H   | 2-2      | Myrthil 9', Sheringham                                   | 2 126  |          |
| 16     | Torsdag 15 augusti  | Tyresö FF         | B   | 2-1      | Rehn, Sheringham                                         | 3 353  | 1        |
| 17     | Söndag 18 augusti   | Västerås SK       | H   | 1-0      | Myrthil 7'                                               | 3 201  | 1        |
| 18     | Torsdag 22 augusti  | Vasalunds IF      | B   | 0-3      |                                                          | 1 514  | 1        |
| 19     | Onsdag 28 augusti   | Falu BS           | B   | 3-0      | Rehn (3) (2 straffar)                                    | 374    | 1        |
| 20     | Måndag 2 september  | IF Brommapojkarna | H   | 0-1      |                                                          | 1 838  | 1        |
| 21     | Söndag 15 september | Ope IF            | H   | 4-2      | Myrthil (3) 23', 67', 86', Sheringham 18'                | 1 279  | 1        |
| 22     | Onsdag 18 september | Sandvikens IF     | B   | 3-0      | Mjörne, Lundberg, Rehn (straff)                          | 1 298  | 1        |
| 23     | Lördag 21 september | IFK Västerås      | B   | 1-1      | Rehn 48'                                                 | 1 187  | 1        |
| 24     | Lördag 28 september | Luleå FF          | H   | 3-2      | Sheringham (3) 44', 51', 53'                             | 1 477  | 1        |
| 25     | Lördag 5 oktober    | Karlslunds IF     | B   | 1-0      | Mjörne 32'                                               | 428    | 1        |
| 26     | Lördag 12 oktober   | Gefle IF          | H   | 4-1      | Sheringham (2) 6', 31, Rehn (straff) 42', Myrthil 43'    | 1 291  | 1        |

### Kval till Allsvenskan 1986
| Omgång | Datum              | Motståndare | H/B | Resultat        | Målskyttar                                                   | Arena              | Publik |
| ------ | ------------------ | ----------- | --- | --------------- | ------------------------------------------------------------ | ------------------ | ------ |
| 1      | Torsdag 17 oktober | Gais        | B   | 0-0             |                                                              | Ullevi             | 13 457 |
| 2      | Söndag 27 oktober  | Gais        | H   | 1-1 (5-3 e str) | Sheringham 99'. Straffmål: Sheringham, Rehn, Williams, Rexin | Stockholms Stadion | 14 164 |

### Svenska cupen 1985/86
| Omgång | Datum          | Motståndare  | H/B | Resultat        | Målskyttar | Publik |
| ------ | -------------- | ------------ | --- | --------------- | ---------- | ------ |
| 3      | Söndag 16 juni | Enköpings SK | B   | 1-1 (3-5 e str) |            | 1 114  |

### Träningsmatcher
| Datum           | Motståndare        | H/B | Resultat | Målskyttar             | Publik | Arena      | Noteringar             |
| --------------- | ------------------ | --- | -------- | ---------------------- | ------ | ---------- | ---------------------- |
| 16 mars         | Hammarby IF        | H   | 3-1      | Nilsson, Rexin, Mjörne | 1 000  | Stadshagen |                        |
| 20 mars         | Nyköpings BIS      | H   |          |                        |        |            |                        |
| 24 mars         | Västra Frölunda IF | B   |          |                        |        |            |                        |
| Början av april | Halmstad BK        | B   |          |                        |        |            | Träningsläger i Båstad |
| Början av april | Ilves Tammerfors   | B   |          |                        |        |            | Träningsläger i Båstad |
| 3 april         | AIK FF             | H   |          |                        |        |            |                        |
| 6 april         | TPS Åbo            | H   |          |                        |        |            |                        |

## Statistik

### Avser Division II Norra (ej kvalmatcherna)
| Spelare           | Matcher | Mål              |
| ----------------- | ------- | ---------------- |
| Glenn Myrthil     | 26      | 14               |
| Teddy Sheringham  | 21      | 13               |
| Stefan Rehn       | 23      | 10 (5 straffmål) |
| Stefan Rexin      | 16      | 3                |
| Ulf Lundberg      | 20      | 2                |
| Lars Sandberg     | 20      | 2                |
| Gary Williams     | 22      | 2                |
| Svante Mjörne     | 26      | 2                |
| Mats Jansson      | 18      | 1                |
| Leif Nilsson      | 26      | 1                |
| Roger Casslind    | 26      | 0                |
| Vito Knezevic     | 26      | 0                |
| Joacim Sjöström   | 26      | 0                |
| Stefan Svensson   | 25      | 0                |
| Lennart Lundin    | 7       | 0                |
| Kenneth Johansson | 6       | 0                |
| Johnny Wendt      | 3       | 0                |
| Anders Byrén      | 1       | 0                |

## Truppförändringar

### Spelare/ledare in (urval)
Inför säsongen 1985:
| Nr | Namn             | Från                 | Position    |
| -- | ---------------- | -------------------- | ----------- |
| 11 | Gary Williams    | Tranmere Rovers      | Back        |
| 9  | Stefan Rexin     | Nyköpings BIS        | Mittfältare |
| 16 | Jonny Wendt      | Djurgårdens juniorer | Mittfältare |
| 17 | Anders Byrén     | Sundbybergs IK       | Mittfältare |
| 22 | Teddy Sheringham | Millwall FC          | Anfallare   |

### Spelare/ledare ut (urval)
Inför säsongen 1985:
| Nr | Namn               | Till         | Position    |
| -- | ------------------ | ------------ | ----------- |
| 12 | Christer Nordström | IK City      | Anfallare   |
| 11 | Ronald Åman        | Slutade      | Back        |
| 17 | Tommy Johansson    | Okänt        | Anfallare   |
|    | Peter Eriksson     | Okänt        | Back        |
|    | Lars Lundborg      | Tyresö FF    | Back        |
| 16 | Lars Stenbäck      | IFK Västerås | Mittfältare |

## Föreningen

### Spelartröjor
- Tillverkare: Adidas
- Huvudsponsor: Året Runt
- Hemmatröja: Blårandig
- Spelarnamn: Nej